# Lịch sử Estonia
Lịch sử Estonia tạo thành một phần của lịch sử châu Âu. Con người định cư ở khu vực Estonia gần cuối kỷ nguyên băng hà cuối cùng, bắt đầu từ khoảng năm 8500 TCN. Trước khi quân thập tự chinh Đức xâm chiếm vào đầu thế kỷ 13, người nguyên sinh ở Estonia cổ đại đã tôn thờ các linh hồn của thiên nhiên. Bắt đầu với các cuộc thập tự chinh phương Bắc vào thời trung cổ, Estonia trở thành chiến trường trong nhiều thế kỷ, nơi Đan Mạch, Đức, Nga, Thụy Điển và Ba Lan đã chiến đấu trong nhiều cuộc chiến của họ  về việc kiểm soát vị trí địa lý quan trọng của đất nước như một cửa ngõ giữa Đông và Tây này.  
Sau khi Danes và người Đức chinh phục khu vực này vào năm 1227, Estonia ban đầu được cai trị bởi Đan Mạch ở phía bắc, theo trật tự Livonia, một phần tự trị của nhà nước Tu viện của Hiệp sĩ Teutonic và bởi các quốc gia giáo hội Đức Baltic của Đế chế La Mã. Từ 1418 đến 1562, toàn bộ Estonia đã thành lập một phần của Liên minh Livonia. Sau Chiến tranh Livonia năm 1558, 151583, Estonia trở thành một phần của Đế quốc Thụy Điển cho đến năm 1710/1721, khi Thụy Điển nhượng lại cho Nga do hậu quả của Chiến tranh vĩ đại 1700-1721. Trong suốt thời kỳ này , giới quý tộc Baltic-Đức được hưởng quyền tự trị, và tiếng Đức là ngôn ngữ của chính quyền và giáo dục.
Thời kỳ khai sáng Estophile (1750 trừ1840) đã dẫn đến sự thức tỉnh của quốc gia Estonia vào giữa thế kỷ 19. Sau hậu quả của Thế chiến I (1914-1918) và các cuộc cách mạng của Nga năm 1917, người Eston đã tuyên bố độc lập vào tháng 2 năm 1918. Chiến tranh giành độc lập Estonia (1918-1920) xảy ra ở hai mặt trận: nhà nước mới được tuyên bố đã chiến đấu chống lại nước Nga Bôn-sê-vích ở phía đông và chống lại các lực lượng Đức Baltic (Baltische Landeswehr) ở phía nam. Hiệp ước hòa bình Tartu (tháng 2 năm 1920) đánh dấu sự kết thúc của chiến đấu và công nhận nền độc lập của Estonia kéo dài trường tồn.
Năm 1940, sau hiệp ước Molotov-Ribbentrop năm 1939, Liên Xô đã chiếm Estonia và (theo như Hoa Kỳ, EU, và Tòa án Nhân quyền Châu Âu  nhận định) thôn tính trái phép đất nước này. Trong quá trình Chiến dịch Barbarossa, Đức Quốc xã chiếm Estonia vào năm 1941; sau đó trong Thế chiến II Liên Xô đã tái chiếm nó (1944). Estonia giành lại độc lập vào năm 1991 trong quá trình giải thể Liên Xô và gia nhập Liên minh châu Âu và NATO năm 2004.